# Eugenio Morel
Eugenio Félix Morel Bogado (Asunción, 1 de enero de 1950) es un exfutbolista paraguayo que jugaba como extremo izquierdo. Integró el plantel de la selección de fútbol de Paraguay que conquistó la Copa América 1979, siendo el máximo goleador del torneo.

## Trayectoria

### Infancia y juventud
En 1957, a los siete años de edad, Eugenio Morel emigró junto a su familia a Argentina, instalándose en el Gran Buenos Aires. En este contexto, comenzó a practicar fútbol en partidos informales, perfeccionando habilidades como el control del balón, eludir adversarios mediante túneles y realizar disparos precisos con su pierna izquierda. Este desarrollo temprano marcó el inicio de una carrera como delantero destacado.

### Primeros años
Eugenio Morel inició su trayectoria profesional en 1969 con el Racing Club de Argentina, donde disputó sus primeros encuentros. Debutó en la Primera División en 1970. Posteriormente jugó en Talleres de Remedios de Escalada (1972), Libertad de Asunción (1974-1979), Argentinos Juniors (1980-1981), San Lorenzo de Almagro (1982), Cerro Porteño (1983), y Oriente Petrolero de Bolivia (1984).

### Carrera profesional
En la Copa América 1979, Eugenio Morel fue el máximo goleador del torneo con 4 anotaciones, desempeñando un papel clave para su selección. Posteriormente jugó en Sportivo Piazza de Azul (Argentina, 1985), varios clubes del interior de Paraguay (1986-1987), O'Higgins de Chile (1987), Tacuarí (1989), y otros equipos como 2 de Febrero y 3 de Mayo de Capiatá y 8 de Diciembre de Fernando de la Mora.
Uno de los momentos más destacados de su carrera ocurrió en 1979, durante un partido de la selección paraguaya contra Brasil en el Estadio Defensores del Chaco. Morel marcó un gol de chilena que tuvo gran repercusión internacional. Este gol es considerado uno de los más memorables en la historia del fútbol paraguayo.

### Últimos años y retiro
Eugenio Morel jugó profesionalmente hasta los 46 años, retirándose en el Club 8 de Diciembre de Fernando de la Mora. Durante su carrera dejó una marca importante en el fútbol paraguayo y sudamericano, siendo reconocido por su capacidad técnica y goles destacados.

### Como entrenador
Tras su retiro como futbolista, Morel se desempeñó por varios años como entrenador de las divisiones inferiores de Cerro Porteño.

## Clubes
| Club                             | País      | Año       |
| -------------------------------- | --------- | --------- |
| Racing Club                      | Argentina | 1970‐1971 |
| Talleres de Remedios de Escalada | Argentina | 1972-1973 |
| Ingeniero White de Banderalo     | Argentina | 1973-1974 |
| Club Libertad                    | Paraguay  | 1974-1979 |
| Argentinos Juniors               | Argentina | 1980-1981 |
| San Lorenzo de Almagro           | Argentina | 1982      |
| Cerro Porteño                    | Paraguay  | 1983      |
| Oriente Petrolero                | Bolivia   | 1984      |
| Sportivo Piazza de Azul          | Argentina | 1985      |

## Palmarés

### Títulos nacionales
| Título            | Club          | País     | Año  |
| ----------------- | ------------- | -------- | ---- |
| División de Honor | Club Libertad | Paraguay | 1976 |

### Títulos internacionales
| Título       | Club (*)              | Sede            | Año  |
| ------------ | --------------------- | --------------- | ---- |
| Copa América | Selección de Paraguay | América del Sur | 1979 |

(*) Incluyendo la selección.

### Otros logros
- Subcampeón del Torneo Metropolitano 1980 con Argentinos Juniors.

### Distinciones individuales
| Distinción                              | Año  |
| --------------------------------------- | ---- |
| Máximo goleador de la Copa América 1979 | 1979 |

## Reconocimientos
El 19 de octubre de 2016, Eugenio Morel recibió la Medalla al Mérito "Domingo Martínez de Irala", otorgada por la Junta Municipal de la ciudad de Asunción. Esta distinción fue entregada a él y a sus compañeros de la selección paraguaya en reconocimiento al título de campeón obtenido en la Copa América 1979.

## Vida privada
Eugenio Morel es padre de seis hijos: Juan Eduardo, Claudio Marcelo, Enmanuel Andrés, Eugenio Ricardo, Pablo Sebastián y Félix Nicolás. Entre ellos, Claudio Marcelo Morel Rodríguez destacó al seguir los pasos de su padre en el fútbol profesional, consolidándose como uno de los defensores más importantes de la selección paraguaya.